# 스테파니 베넷
스테퍼니 베넷(Stephanie Bennett, 1989년 6월 12일 ~ )은 캐나다의 배우, 모델이다.
밴쿠버에서 태어났다.

## 출연 작품

### 영화
- 그레이브 인카운터 2 (2012)
- 레프리콘: 오리진스 (2014)
- 빅 아이즈 (2014)
- 스코치드 어스: 분노의 추격자 (2018) - 멀리나 역

### 텔레비전
- 언리얼 (2015)